# Světový pohár v běhu na lyžích 1988/1989
Světový pohár v běhu na lyžích 1988/89 byl osmým ročníkem Světového poháru v běhu na lyžích pod záštitou Mezinárodní lyžařské federace (FIS). Muži i ženy odjeli celkem 12 individuálních závodů a 4 štafety. Celkovými vítězi se stali Švéd Gunde Svan a Ruska Jelena Välbeová.

## Výsledky závodů

### Muži
| No.                                         | Datum             | Místo       | Závod     | Vítěz             | 2. místo                | 3. místo                | Ref. |
| 1                                           | 10. prosinec 1988 | Ramsau      | 15 km V   | Torgny Mogren     | Gunde Svan              | Uwe Bellmann            |      |
| 2                                           | 14. prosinec 1988 | Bohinj      | 30 km V   | Gunde Svan        | Torgny Mogren           | Pål Gunnar Mikkelsplass |      |
| 3                                           | 17. prosinec 1988 | Val di Sole | 15 km V/C | Gunde Svan        | Torgny Mogren           | Pål Gunnar Mikkelsplass |      |
| 4                                           | 7. leden 1989     | Kavgolovo   | 15 km K   | Vegard Ulvang     | Pål Gunnar Mikkelsplass | Vladimir Smirnov        |      |
| 5                                           | 13. leden 1989    | Nové Město  | 15 km V   | Gunde Svan        | Pål Gunnar Mikkelsplass | Vegard Ulvang           |      |
| 6                                           | 15. leden 1989    | Nové Město  | 30 km K   | Gunde Svan        | Pål Gunnar Mikkelsplass | Vegard Ulvang           |      |
| Mistrovství světa v klasickém lyžování 1989 |                   |             |           |                   |                         |                         |      |
| 7                                           | 18. únor 1989     | Lahti       | 30 km K * | Vladimir Smirnov  | Vegard Ulvang           | Christer Majbäck        |      |
| 8                                           | 20. únor 1989     | Lahti       | 15 km V * | Gunde Svan        | Torgny Mogren           | Lars Håland             |      |
| 9                                           | 22. únor 1989     | Lahti       | 15 km K * | Harri Kirvesniemi | Pål Gunnar Mikkelsplass | Vegard Ulvang           |      |
| 10                                          | 26. únor 1989     | Lahti       | 50 km V * | Gunde Svan        | Torgny Mogren           | Alexej Prokurorov       |      |
| 11                                          | 4. březen 1989    | Oslo        | 50 km V   | Vegard Ulvang     | Holger Bauroth          | Torgny Mogren           |      |
| 12                                          | 11. březen 1989   | Falun       | 30 km V   | Lars Håland       | Torgny Mogren           | Vegard Ulvang           |      |

### Ženy
| No.                                         | Datum             | Místo       | Závod     | Vítěz                      | 2. místo                   | 3. místo            | Ref. |
| 1                                           | 10. prosinec 1988 | La Féclaz   | 5 km V    | Alžbeta Havrančíková       | Tamara Tichonovová         | Jelena Välbeová     |      |
| 2                                           | 14. prosinec 1988 | Campra      | 15 km V   | Jelena Välbeová            | Alžbeta Havrančíková       | Larisa Lazutinová   |      |
| 3                                           | 17. prosinec 1988 | Davos       | 10 km K   | Yuliya Shamshurina         | Pirkko Määttä              | Jelena Välbeová     |      |
| 4                                           | 7. leden 1989     | Kavgolovo   | 15 km K   | Jelena Välbeová            | Světlana Nagejkinová       | Trude Dybendahlová  |      |
| 5                                           | 13. leden 1989    | Klingenthal | 10 km K   | Marianne Dahlmo            | Manuela Di Centaová        | Anne Jahrenová      |      |
| 6                                           | 15. leden 1989    | Klingenthal | 30 km V   | Alžbeta Havrančíková       | Gabriele Hess              | Marianne Dahlmo     |      |
| Mistrovství světa v klasickém lyžování 1989 |                   |             |           |                            |                            |                     |      |
| 7                                           | 17. únor 1989     | Lahti       | 10 km K * | Marja-Liisa Kirvesniemiová | Pirkko Määttä              | Marjo Matikainenová |      |
| 8                                           | 19. únor 1989     | Lahti       | 10 km V * | Jelena Välbeová            | Marjo Matikainenová        | Tamara Tichonovová  |      |
| 9                                           | 21. únor 1989     | Lahti       | 15 km K * | Marjo Matikainenová        | Marja-Liisa Kirvesniemiová | Pirkko Määttä       |      |
| 10                                          | 25. únor 1989     | Lahti       | 30 km V * | Jelena Välbeová            | Larisa Lazutinová          | Marjo Matikainenová |      |
| 11                                          | 4. březen 1989    | Oslo        | 20 km V   | Marja-Liisa Kirvesniemiová | Tamara Tichonovová         | Anne Jahrenová      |      |
| 12                                          | 11. březen 1989   | Falun       | 15 km V   | Jelena Välbeová            | Tamara Tichonovová         | Manuela Di Centaová |      |

### Týmové závody
| Datum             | Místo        | Závod     | Vítěz                                                                                | 2. místo                                                                              | 3. místo                                                                         | Složení | Ref. |
| 11. prosinec 1988 | La Féclaz    | 4x5 km K  | -                                                                                    | -                                                                                     | -                                                                                | ženy    | -    |
| 11. prosinec 1988 | Ramsau       | 4x10 km K | -                                                                                    | -                                                                                     | -                                                                                | muži    | -    |
| 18. prosinec 1988 | Davos        | 4x5 km V  | -                                                                                    | -                                                                                     | -                                                                                | ženy    | -    |
| 8. leden 1989     | Kavgolovo    | 4x5 km V  | -                                                                                    | -                                                                                     | -                                                                                | ženy    | -    |
| 8. leden 1989     | Kavgolovo    | 4x10 km V | -                                                                                    | -                                                                                     | -                                                                                | muži    | -    |
| 24. únor 1989     | Lahti        | 4x10 km   | Švédsko Christer Majbäck Gunde Svan Lars Håland Torgny Mogren                        | Finsko Aki Karvonen Harri Kirvesniemi Kari Ristanen Jari Räsänen                      | Československo Ladislav Švanda Martin Petrásek Radim Nyč Václav Korunka          | muži    |      |
| 24. únor 1989     | Lahti        | 4x5 km    | Finsko Pirkko Määttä Marja-Liisa Kirvesniemiová Jaana Savolainen Marjo Matikainenová | Sovětský svaz Julija Šamšurinová Raisa Smetaninová Tamara Tichonovová Jelena Välbeová | Norsko Inger Helene Nybråten Anne Jahrenová Nina Skeime Marianne Dahlmo          | ženy    |      |
| 5. březen 1989    | Holmenkollen | 4x10 km V | Švédsko Thomas Eriksson Christer Majbäck Torgny Mogren Lars Håland                   | Sovětský svaz Igor Badamčin Vladimir Smirnov Vladimir Sachnov Alexej Prokurorov       | Norsko Pål Gunnar Mikkelsplass Bjørn Dæhlie Vegard Ulvang Terje Langl            | muži    |      |
| 12. březen 1989   | Falun        | 4x10 km   | Sovětský svaz Igor Badamčin Vladimir Sachnov Alexej Prokurorov Vladimir Smirnov      | Švédsko Christer Majbäck Larry Poromaa Lars Håland Torgny Mogren                      | Norsko Terje Langli Pål Gunnar Mikkelsplass Vegard Ulvang Bjørn Dæhlie           | muži    |      |
| 12. březen 1989   | Falun        | 4x5 km    | Norsko Marianne Dahlmo Anne Jahrenová Inger Helene Nybråten Trude Dybendahlová       | Sovětský svaz Larisa Lazutinová Raisa Smetaninová Tamara Tichonovová Jelena Välbeová  | Norsko Karin Svingstedt Magdalena Wallinová Karin Lamberg-Skog Anna-Lena Fritzon | ženy    |      |

## Celkové pořadí
| Umístění | Lyžař                   | Země             | Body |
| -------- | ----------------------- | ---------------- | ---- |
| 1.       | Gunde Svan              | Švédsko          | 170  |
| 2.       | Vegard Ulvang           | Norsko           | 154  |
| 3.       | Torgny Mogren           | Švédsko          | 140  |
| 4.       | Pål Gunnar Mikkelsplass | Norsko           | 134  |
| 5.       | Vladimir Smirnov        | Sovětský svaz    | 74   |
| 6.       | Lars Håland             | Švédsko          | 67   |
| 7.       | Holger Bauroth          | Východní Německo | 57   |
| 8.       | Christer Majbäck        | Švédsko          | 46   |
| 9.       | Uwe Bellmann            | Východní Německo | 45   |
| 10.      | Alexej Prokurorov       | Sovětský svaz    | 43   |
|          | Terje Langli            | Norsko           | 43   |

| Umístění | Lyžařka                    | Země           | Body |
| -------- | -------------------------- | -------------- | ---- |
| 1.       | Jelena Välbeová            | Sovětský svaz  | 167  |
| 2.       | Alžbeta Havrančíková       | Československo | 105  |
| 3.       | Tamara Tichonovová         | Sovětský svaz  | 93   |
| 4.       | Manuela Di Centaová        | Itálie         | 91   |
| 5.       | Larisa Lazutinová          | Sovětský svaz  | 89   |
| 6.       | Marja-Liisa Kirvesniemiová | Finsko         | 87   |
| 7.       | Marianne Dahlmo            | Norsko         | 81   |
| 8.       | Julija Stěpanovová         | Sovětský svaz  | 75   |
| 9.       | Pirkko Määttä              | Finsko         | 62   |
| 10.      | Anne Jahrenová             | Norsko         | 60   |